# 制作 (小説)
『制作』 (仏: L'Œuvre 英: The Masterpiece) は、エミール・ゾラによるルーゴン・マッカール叢書の14番目の小説である。 1885年12月から定期刊行物ジル・ブラスに連載され、その後1886年にシャルパンティエから小説の形で出版された。
『制作』はゾラとポール・セザンヌの友情を描いたフィクションであり、19 世紀半ばのパリの美術界をかなり正確に描いている。ゾラとセザンヌは、ゾラの『プラッサンの征服』のモデルとなったエクス・アン・プロヴァンスで一緒に育ち、クロード・ランティエはそこで生まれ、教育を受けた。セザンヌと同様に、クロード・ランティエは革命的な芸術家であり、その作品は伝統的な主題、技術、表現に縛られている芸術愛好家の隠れ家によって誤解されている。クロード・ランティエのものとされる特徴の多くは、クロード・モネ、エドゥアール・マネ、ポール・セザンヌを含む数人の印象派の画家の生涯から取られた合成である。ゾラの自画像は、小説家ピエール・サンドのキャラクターの中に見ることができる。
この本は、セザンヌとゾラの友情に終止符を打ったとしてしばしば非難される。セザンヌにとって、自分の可能性を最大限に発揮できなかった画期的な芸術家の物語は、非常に個人的なものに思えたに違いなく、セザンヌが小説を送ってくれたことをゾラに感謝する手紙の後、二人の間の文通は途絶えた。
この小説は1870年までの約15年間を題材としている。19世紀のパリのボヘミアニズムの世界を描くことに加えて、絵画における写実主義、自然主義、印象派の隆盛についても探求している。ゾラは、芸術の商品化だけでなく、現代彫刻、文学、建築、音楽、ジャーナリズムにも目を向けており、パリの美術界の描写を作成する際に、現実の美術界に関連する人物を合成した、アーティスト、作家、画商、そしてゾラの知っていた友人たちなど、数人の登場人物を含めている。

## あらすじ
画家のクロード・ランティエは、現実の場所、特に屋外で現実の主題を描くことを提唱している。これは、芸術家が工房で絵を描き、神話、歴史、宗教的な主題に集中していた芸術施設とはまったく対照的である。彼の芸術制作は革命的であり、芸術の世界を揺るがし、既存の体制に挑戦することを同じように志す同じ志を持った友人の小さな輪がある。ランティエの親友は、幼少期の友人である小説家のピエール・サンドと建築家のルイ・デュビュシュでであった。ゾラと同様、サンドも科学に基づいて現代の人々や日常生活を取り入れた家族についての一連の小説を構想していた。一方、デュビュシュはクロードの半分も大胆ではなく、より伝統的な道を選び、中流階級の生活の安全とブルジョワの結婚を選択した。サンドはまた、愛のためではなく安定と、自分が書いていることをよりよく理解するため、結婚を追求している。
毎年恒例のアカデミー・デ・サロンで、人気の確立された伝統的な芸術家を支持して新人芸術家が脇にいることに対する芸術界の反発ボザールは、拒否されたアーティストが自分の作品を展示するためのサロン・デ・レフューゼの創設につながる。クロードの絵画ほど関心を集め、多くの批判を生む絵画はなかった。 この作品には、正面中央に裸の女性が1人、背景に2人の女性の裸体が描かれており、前景には着飾った男性が戻ってきている。 
クロードは、子供の頃に楽しんだ「オープンエア」の雰囲気をもっと吸収し、より多くの傑作を作成するために田舎に移る。クロードのヌードのモデルとなったクリスティーヌ・ハルグレインも同行しており、二人の間には息子がいた。クロードはあまり絵を描くことができなくなり、ますます憂鬱になっていく。クリスティーヌは彼の健康のため、パリに戻るよう説得する。クロードは、シテ島の素晴らしい眺めが彼の想像力をかき立てるまで、3年間で3枚の絵画をサロンで拒否された。クロードはこのビジョンに取り憑かれ、傑作を描くための巨大なキャンバスを構築する。彼は自分のアイデアをうまく投影したり、それらを組み合わせて意味のある全体を作ることができず、矛盾する要素を追加し始め、事業全体が大惨事に崩壊するまでやり直し、再描画し、その後最初からやり直す。しかし傑作を生み出すことができず、憂鬱はさらに深まる。友人の輪がゆっくりと崩壊していくのがクロードの精神状態の衰退の一因となっている。また、会員の一人、「オープンエア」の学校を選択し、それを批判的かつ経済的に成功させた才能に劣る人物の成功も同様である。
ついに結婚したクリスティーヌは、絵画、特に裸体が彼の魂を破壊し始めるのを見つめる。息子が亡くなったとき、クロードはその死体の絵を描くことを思いつき、サロンに受け入れられる。この絵はその主題とその演出が嘲笑され、クロードは再び自分の巨大な風景に目を向ける。クリスティーンは、クロードがさらに執着と狂気に陥っていくのを見守る。クロードを芸術全般、特に念願の傑作から解放しようとする最後の努力は効果をもたらしたが、最終的にクロードは足場で首を吊って自殺する。葬儀に参列するクロードの旧友は、サンドと、クロードの天才性を認め、その育成に貢献した芸術界の長老であるボングランだけだった。

## その他のルーゴン・マッカール叢書の小説との関係
クロード・ランティエ (1842 年生まれ、ジェルヴェーズ・マッカールとオーギュスト・ランティエの息子) は、『ルーゴン家の誕生』で子供として簡単に紹介される。ラソムワールでは、彼は両親と一緒にパリに来るが、ランティエの芸術的才能を認めた地元の常連客の後援を受けてプラッサンに戻る。 『パリの胃袋』では、パリに戻ったクロードが、描くための写実的な主題を探しているレ・アール市場で発見される。
ゾラのルーゴン・マッカール叢書の計画は、フランス第二帝政時代に遺伝と環境が家族にどのように影響したかを示すことであった。クロードはアルコール依存症者の息子であり、自己破壊の傾向を受け継いでいる。クロードの曽祖母であるアデレード・フークの子孫は全員、今日で言うところの強迫行為を示している。クロードでは、これが芸術制作に対する執拗なアプローチに現れている。
クロードの兄弟は、エンジン運転手から殺人者となるジャック・ランティエ（獣人）と、革命家で労働組合の扇動者となる鉱山労働者エティエンヌ・ランティエ（ジェルミナール）である。彼らの異母妹は売春婦のアンナ・クーポー（ナナ）である。
クロードの息子ジャックも『制作』に登場し、両親の怠慢によって引き起こされた原因不明の死を遂げている。ゾラは彼の中で、エネルギーと自然の創造性が抑圧されたときに何が起こるかを示している。

## 歴史的根底
この本には自伝的な詳細がいくつか含まれている。若いジャーナリストとして、ゾラは芸術に関する多くの記事を書き、最新の絵画方法に深い興味を持っていた。ゾラはエドゥアール・マネの作品の初期の擁護者の一人であった。現在の時代を描く家族の物語を書くことを野望とする若い作家サンドのキャラクターは、明らかに作者の自画像である。クロード・ランティエを含む他の登場人物の基礎はもっと曖昧である。クロードはセザンヌに基づいていると最もよく理解されているが、印象派の画家エドゥアール・マネとクロード・モネが他の可能性のある情報源としてしばしば引用される。 1886年にこの小説が出版された後に書いた手紙の中で、クロード・モネは、この登場人物の中に自分自身や同僚の画家を認識していないと述べた。  著者の生涯と小説のその他の類似点としては、ランティエの死んだ子供の絵がモネの亡くなったカミーユ（最初の妻）の肖像画に似ていること、モネを反映した移動スタジオというランティエのアイデア、ファージェロルとマネを同一視する緩やかな関係などが挙げられる。  本の中で、オープンエアスクールという名前は、ランティエが最初に言及した絵画のタイトルから付けられている。  実際の印象派の名前は、モネの 1874 年の絵画印象・日の出に由来しており、オープンエアと印象派は、批評家や野次を飛ばす群衆によって付けられた侮辱的な名前であった。